# Tobakstjärnen (Lycksele socken, Lappland)
Tobakstjärnen är en sjö i Lycksele kommun i Lappland och ingår i Umeälvens huvudavrinningsområde.